# Samer Awad

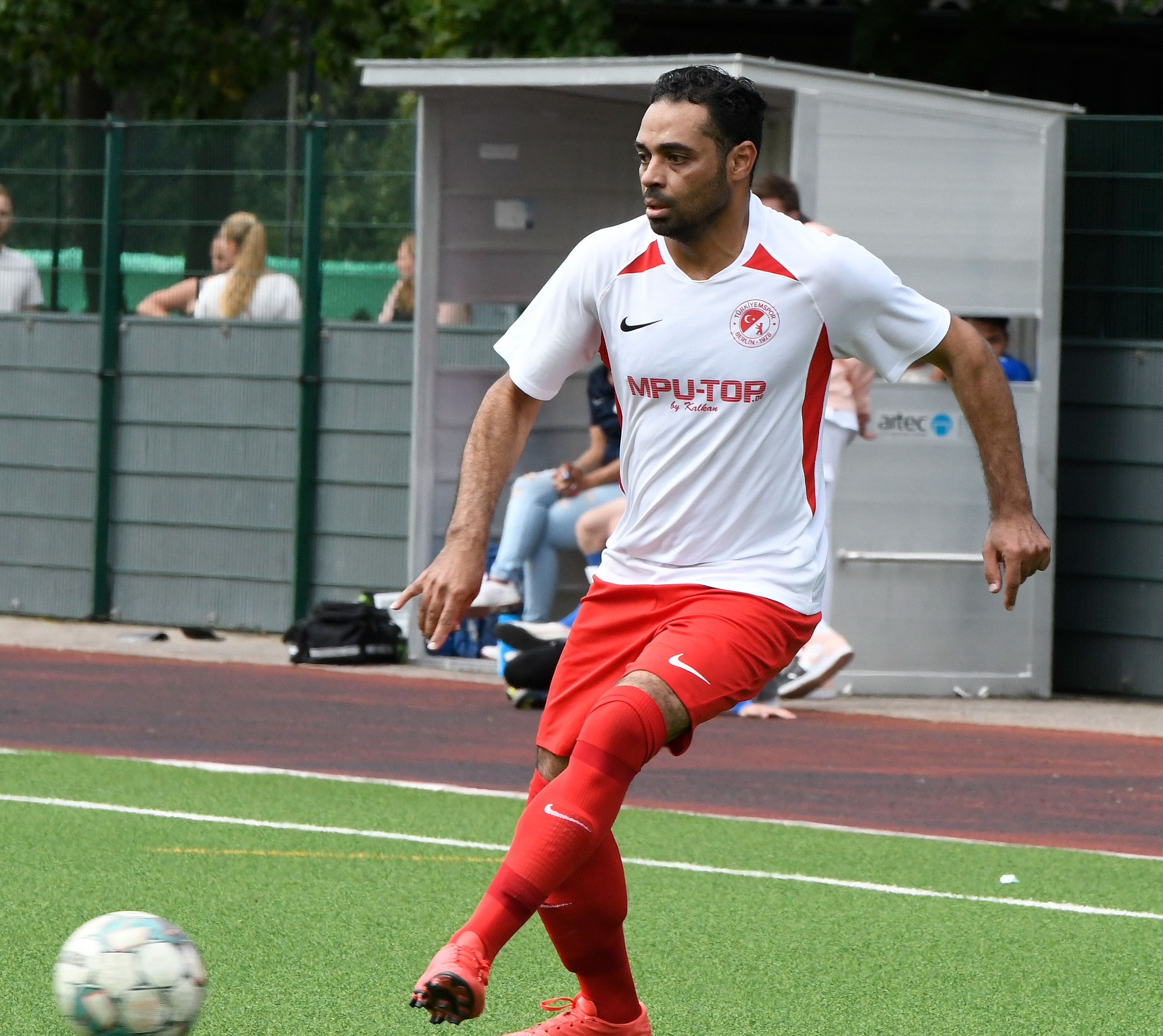
Samer Awad 2021 (Türkiyemspor Berlin)

Samer Ismail Awad (Damasco, 9 febbraio 1982) è un calciatore siriano, centrocampista dell'Al-Majd.

## Carriera

### Club
Comincia a giocare con l'Al-Majd, in cui milita fino al 2011. Nel 2011 si trasferisce all'Al-Shorta. Nel 2014 torna all'Al-Majd. Nel 2015 passa all'Al-Wahda. Nel 2016 viene acquistato dall'Al-Majd.

### Nazionale
Ha debuttato in Nazionale il 25 luglio 2006, nell'amichevole Siria-Iraq (1-2). Ha partecipato, con la Nazionale, alla Coppa d'Asia 2011. Ha collezionato in totale, con la maglia della Nazionale, 17 presenze.